# 파라사우롤로푸스
파라사우롤로푸스(Parasaurolophus)는 백악기 후기 미국과 캐나다 등지에 존재했던 하드로사우루스과의 조각류 공룡이다. 몸길이는 9.45m, 몸무게는 5t 이상에 이른다. 식성은 초식성이었으며 넓적한 입과 특화된 이빨로 풀을 뜯어 갈아 먹었을 것으로 추정된다. 이 조각류에는 1.6~2m나 되는 긴 볏이 있었으며 비강과 연결되어 있었다. 한때는 이 공룡이 무기가 없어 위험이 닥쳐오면 물 속으로 숨었을 것이라고 생각하여 공기 저장 역할로 보았으나, 최근에는 이 곳에 공기를 불어넣어 의사소통에 필요한 소리를 내기 위한 악기로서의 역할을 했다는 설이 유력하다.

## 사진

크기